# Voetbalelftal van Bosnië en Herzegovina in 2016
Het voetbalelftal van Bosnië en Herzegovina speelde in totaal negen officiële interlands in het jaar 2016, waaronder vier wedstrijden in de kwalificatiereeks voor de WK-eindronde 2018 in Rusland. De selectie stond onder leiding van bondscoach en oud-international Mehmed Baždarević. Op de in 1993 geïntroduceerde FIFA-wereldranglijst zakte Bosnië en Herzegovina in 2016 van de 22ste (januari 2016) naar de 27ste plaats (december 2016).

## Balans
| Wedstrijden | Wedstrijden | Wedstrijden | Wedstrijden | Doelpunten | Doelpunten | Doelpunten | Punten |
| Gespeeld    | Winst       | Gelijk      | Verlies     | Voor       | Tegen      | Saldo      | Punten |
| ----------- | ----------- | ----------- | ----------- | ---------- | ---------- | ---------- | ------ |
| 9           | 5           | 2           | 2           | 18         | 11         | +7         | 1.333  |

## Interlands
|                                                     |           |                                                               |                |                                                                                         |
| 25 maart Vriendschappelijk № 186 «onderlinge duels» | Luxemburg | 0 – 3                                                         | Bosnië en Her. | Stade Josy Barthel, Luxemburg Toeschouwers: 3.731 Scheidsrechter: Jonathan Lardot (BEL) |
| 25 maart Vriendschappelijk № 186 «onderlinge duels» |           | 73' (e.d.) Maxime Chanot 75' Milan Đurić 90+2' Miralem Pjanić |                | Stade Josy Barthel, Luxemburg Toeschouwers: 3.731 Scheidsrechter: Jonathan Lardot (BEL) |

|                                                     |             |                                   |                |                                                                                    |
| 29 maart Vriendschappelijk № 187 «onderlinge duels» | Zwitserland | 0 – 2                             | Bosnië en Her. | Letzigrund, Zürich Toeschouwers: 17.000 Scheidsrechter: Sébastien Delferière (BEL) |
| 29 maart Vriendschappelijk № 187 «onderlinge duels» |             | 14' Edin Džeko 57' Miralem Pjanić |                | Letzigrund, Zürich Toeschouwers: 17.000 Scheidsrechter: Sébastien Delferière (BEL) |

|                                                   |                 |       |                                             |                                                                                     |
| 29 mei Vriendschappelijk № 188 «onderlinge duels» | Bosnië en Herz. | 1 – 3 | Spanje                                      | AFG Arena, Sankt Gallen Toeschouwers: 17.000 Scheidsrechter: Stephan Klossner (SUI) |
| 29 mei Vriendschappelijk № 188 «onderlinge duels» | Emir Spahić 29' |       | 11' Nolito 18' Nolito 90+4' Pedro Rodríguez | AFG Arena, Sankt Gallen Toeschouwers: 17.000 Scheidsrechter: Stephan Klossner (SUI) |

|                                                   |                                 |       |                                   |                                                                               |
| 3 juni Vriendschappelijk № 189 «onderlinge duels» | Bosnië en Herz.                 | 2 – 2 | Denemarken                        | Toyotastadion, Toyota Toeschouwers: 14.001 Scheidsrechter: Ben Williams (AUS) |
| 3 juni Vriendschappelijk № 189 «onderlinge duels» | Milan Đurić 52' Milan Đurić 83' |       | 22' Simon Kjær 41' Viktor Fischer | Toyotastadion, Toyota Toeschouwers: 14.001 Scheidsrechter: Ben Williams (AUS) |

|                                                   |                      |       |                                 |                                                                                              |
| 7 juni Vriendschappelijk № 190 «onderlinge duels» | Japan                | 1 – 2 | Bosnië en Her.                  | Suita City Football Stadium, Suita Toeschouwers: 35.589 Scheidsrechter: Jarred Gillett (AUS) |
| 7 juni Vriendschappelijk № 190 «onderlinge duels» | Hiroshi Kiyotake 28' |       | 29' Milan Đurić 66' Milan Đurić | Suita City Football Stadium, Suita Toeschouwers: 35.589 Scheidsrechter: Jarred Gillett (AUS) |

|                                                                             |                                                                                                |       |         |                                                                                  |
| 6 september Kwalificatie WK 2018 Groep H № 191 «onderlinge duels» 20:45 uur | Bosnië en Herz.                                                                                | 5 – 0 | Estland | Bilino Polje, Zenica Toeschouwers: 11.000 Scheidsrechter: Miroslav Zelinka (CZE) |
| 6 september Kwalificatie WK 2018 Groep H № 191 «onderlinge duels» 20:45 uur | Emir Spahić 7' Edin Džeko 23' (pen.) Haris Medunjanin 71' Vedad Ibišević 83' Emir Spahić 90+2' |       |         | Bilino Polje, Zenica Toeschouwers: 11.000 Scheidsrechter: Miroslav Zelinka (CZE) |

|                                                                           |                                                                                |       |                |                                                                                             |
| 7 oktober Kwalificatie WK 2018 Groep H № 192 «onderlinge duels» 20:45 uur | België                                                                         | 4 – 0 | Bosnië en Her. | Koning Boudewijnstadion, Brussel Toeschouwers: 45.000 Scheidsrechter: Martin Atkinson (ENG) |
| 7 oktober Kwalificatie WK 2018 Groep H № 192 «onderlinge duels» 20:45 uur | Emir Spahić 26' (e.d.) Eden Hazard 29' Toby Alderweireld 60' Romelu Lukaku 79' |       |                | Koning Boudewijnstadion, Brussel Toeschouwers: 45.000 Scheidsrechter: Martin Atkinson (ENG) |

|                                                                            |                               |       |        |                                                                                       |
| 10 oktober Kwalificatie WK 2018 Groep H № 193 «onderlinge duels» 20:45 uur | Bosnië en Herz.               | 2 – 0 | Cyprus | Stadion Bilino Polje, Zenica Toeschouwers: 8.000 Scheidsrechter: Javier Estrada (ESP) |
| 10 oktober Kwalificatie WK 2018 Groep H № 193 «onderlinge duels» 20:45 uur | Edin Džeko 70' Edin Džeko 80' |       |        | Stadion Bilino Polje, Zenica Toeschouwers: 8.000 Scheidsrechter: Javier Estrada (ESP) |

|                                                                             |                        |       |                             |                                                                                                 |
| 13 november Kwalificatie WK 2018 Groep H № 194 «onderlinge duels» 20:45 uur | Griekenland            | 1 – 1 | Bosnië en Her.              | Georgios Karaiskakis Stadion, Piraeus Toeschouwers: 20.075 Scheidsrechter: Jonas Eriksson (SWE) |
| 13 november Kwalificatie WK 2018 Groep H № 194 «onderlinge duels» 20:45 uur | Giorgos Tzavelas 90+5' |       | 32' (e.d.) Orestis Karnezis | Georgios Karaiskakis Stadion, Piraeus Toeschouwers: 20.075 Scheidsrechter: Jonas Eriksson (SWE) |

## FIFA-wereldranglijst
| JAN | FEB | MAR | APR | MEI | JUN | JUL | AUG | SEP | OKT | NOV | DEC |
| --- | --- | --- | --- | --- | --- | --- | --- | --- | --- | --- | --- |
| 22  | 21  | 21  | 20  | 20  | 20  | 29  | 29  | 23  | 28  | 27  | 27  |

## Statistieken
| Asmir Begović       | 1987-06-20 | Chelsea               | 7 | 0 | 0 | 54 | 0  |
| Ibrahim Šehić       | 1988-09-02 | FK Qarabağ            | 2 | 1 | 0 | 6  | 0  |
| Jasmin Burić        | 1987-02-18 | Lech Poznań           | 0 | 1 | 0 | 2  | 0  |
| Verdediging         |            |                       |   |   |   |    |    |
| Sead Kolašinac      | 1993-06-20 | Schalke 04            | 7 | 0 | 0 | 17 | 0  |
| Ognjen Vranješ      | 1989-10-24 | Tom Tomsk             | 7 | 0 | 0 | 28 | 0  |
| Emir Spahić         | 1980-08-18 | Hamburger SV          | 6 | 0 | 3 | 92 | 6  |
| Ervin Zukanović     | 1987-02-11 | Atalanta Bergamo      | 6 | 0 | 0 | 18 | 0  |
| Toni Šunjić         | 1988-12-15 | VfB Stuttgart         | 4 | 1 | 0 | 25 | 0  |
| Muhamed Bešić       | 1992-09-10 | Everton               | 3 | 0 | 0 | 26 | 0  |
| Edin Cocalić        | 1987-12-05 | KV Mechelen           | 2 | 1 | 0 | 7  | 0  |
| Mateo Sušić         | 1990-11-18 | Sheriff Tiraspol      | 1 | 3 | 0 | 4  | 0  |
| Ermin Bičakčić      | 1990-01-24 | TSG Hoffenheim        | 1 | 2 | 0 | 17 | 2  |
| Marin Aničić        | 1989-08-17 | FK Astana             | 1 | 0 | 0 | 1  | 0  |
| Almir Bekić         | 1989-06-01 | FK Sarajevo           | 1 | 0 | 0 | 1  | 0  |
| Daniel Graovac      | 1993-08-08 | Royal Excel Moeskroen | 0 | 1 | 0 | 1  | 0  |
| Aleksandar Kosorić  | 1987-01-30 | FK Željezničar        | 0 | 1 | 0 | 1  | 0  |
| Samir Memišević     | 1993-08-13 | FC Groningen          | 0 | 1 | 0 | 1  | 0  |
| Middenveld          |            |                       |   |   |   |    |    |
| Miralem Pjanić      | 1990-04-02 | Juventus              | 6 | 1 | 2 | 72 | 11 |
| Haris Medunjanin    | 1985-03-08 | Maccabi Tel-Aviv      | 5 | 1 | 1 | 53 | 8  |
| Edin Višća          | 1990-02-17 | İstanbul B.           | 5 | 1 | 0 | 28 | 2  |
| Senad Lulić         | 1986-01-18 | Lazio Roma            | 5 | 0 | 0 | 52 | 2  |
| Haris Duljević      | 1993-11-16 | FK Sarajevo           | 2 | 3 | 0 | 5  | 0  |
| Anel Hadžić         | 1989-08-16 | Videoton FC           | 2 | 1 | 0 | 13 | 0  |
| Mario Vrančić       | 1989-05-23 | SV Darmstadt 98       | 2 | 1 | 0 | 4  | 0  |
| Mato Jajalo         | 1988-05-25 | US Palermo            | 2 | 0 | 0 | 2  | 0  |
| Srđan Grahovac      | 1992-09-19 | Rapid Wien            | 1 | 2 | 0 | 3  | 0  |
| Sanjin Prcić        | 1993-11-20 | Stade Rennais         | 1 | 0 | 0 | 5  | 0  |
| Rade Krunić         | 1993-10-07 | Empoli FC             | 0 | 1 | 0 | 1  | 0  |
| Danijel Milićević   | 1986-01-05 | KAA Gent              | 0 | 1 | 0 | 1  | 0  |
| Gojko Cimirot       | 1992-12-19 | PAOK Thessaloniki     | 0 | 1 | 0 | 3  | 0  |
| Tino-Sven Sušić     | 1992-02-13 | KRC Genk              | 0 | 1 | 0 | 9  | 0  |
| Filip Arežina       | 1992-11-08 | GKS Tychy             | 0 | 1 | 0 | 1  | 0  |
| Zvonimir Kožulj     | 1993-11-15 | Hajduk Split          | 0 | 1 | 0 | 1  | 0  |
| Aanval              |            |                       |   |   |   |    |    |
| Edin Džeko          | 1986-03-17 | AS Roma               | 6 | 1 | 4 | 83 | 49 |
| Vedad Ibišević      | 1984-08-06 | Hertha BSC            | 5 | 1 | 1 | 77 | 26 |
| Milan Đurić         | 1990-05-22 | AC Cesena             | 4 | 4 | 5 | 14 | 5  |
| Izet Hajrović       | 1991-08-04 | Werder Bremen         | 3 | 2 | 0 | 23 | 3  |
| Armin Hodžić        | 1994-11-17 | Dinamo Zagreb         | 2 | 1 | 0 | 3  | 0  |
| Miroslav Stevanović | 1990-07-29 | FK Željezničar        | 0 | 2 | 0 | 12 | 1  |

N/FS BiH · A-internationals · Bondscoaches · Statistieken · Bosnisch vrouwenelftal · Bosnië U23 · Bosnië U21 · Bosnië U19 · Bosnië U18 · Bosnië U17 · Bosnië U16
1995 – 1999 ·
2000 – 2009 ·
2010 – 2019 ·
2020 − 2029
WK 2014
1995 · 
1996 · 
1997 · 
1998 · 
1999 · 
2000 · 
2001 · 
2002 · 
2003 · 
2004 · 
2005 · 
2006 · 
2007 · 
2008 · 
2009 · 
2010 · 
2011 · 
2012 · 
2013 · 
2014 · 
2015 · 
2016 · 
2017 · 
2018 ·
2019 ·
2020 ·
2021 ·
2022 ·
2023 ·
2024
Albanië ·
Algerije ·
Andorra ·
Argentinië ·
Armenië ·
Azerbeidzjan ·
Bahrein ·
Bangladesh ·
België ·
Brazilië · 
Bulgarije ·
Chili ·
China ·
Costa Rica ·
Cyprus ·
Denemarken ·
Duitsland ·
Egypte ·
Engeland ·
Estland ·
Faeröer ·
Finland ·
Frankrijk ·
Georgië ·
Ghana ·
Gibraltar ·
Griekenland ·
Hongarije ·
Ierland · 
IJsland ·
Indonesië ·
Iran ·
Israël ·
Italië ·
Ivoorkust ·
Japan ·
Joegoslavië · 
Jordanië ·
Kazachstan ·
Koeweit ·
Kroatië ·
Letland ·
Liechtenstein ·
Litouwen ·
Luxemburg ·
Maleisië ·
Malta ·
Mexico ·
Moldavië ·
Montenegro ·
Nederland ·
Nigeria ·
Noord-Ierland ·
Noord-Macedonië ·
Noorwegen ·
Oekraïne ·
Oezbekistan ·
Oman ·
Oostenrijk ·
Paraguay ·
Polen ·
Portugal ·
Qatar ·
Roemenië ·
San Marino ·
Schotland ·
Senegal ·
Servië en Montenegro ·
Slovenië ·
Slowakije ·
Spanje ·
Tsjechië ·
Tunesië · 
Turkije ·
Verenigde Staten · 
Vietnam ·
Wales ·
Wit-Rusland ·
Zimbabwe ·
Zuid-Korea ·
Zweden ·
Zwitserland
Argentinië (2014) ·
Iran (2014) ·
Nigeria (2014)